# Машутино (Струго-Красненский район)
Машу́тино — деревня в Струго-Красненском районе Псковской области России. Входит в состав сельского поселения «Марьинская волость».

## География
Находится на северо-востоке региона, в  северо-западной части  района, в лесной местности около, . Произрастает ольха, берёза.
Уличная сеть не развита.

## История
Первое упоминание — 1498 год. В списках селений Хмерского погоста Шелонской пятины упоминалась деревня Машутино.
Источник 1678 года сообщает об усадище Машутино тех же административно-территориальных единиц.
В 1710, 1748 годах значатся и деревня Машутино и  усадище Машутино Хмерского погоста Шелонской пятины. 
В 1918-28 годах центр Машутинского сельсовета, входящего до 1923 гг. в  Хмерскую волость, в  1923  –  февр.  1927 гг. — в Хмеро-Посолодинскую волость,  в феврале – августе 1927 - в Плюсскую волость Лужского уезда.
В 1941—1944 гг. деревня находилась под фашистской оккупацией войсками Гитлеровской Германии.
В  1947–48-м  гг. в Машутино переселили  часть жителей дер. Букино Логовещенского сельсовета из-за расширения артполигона. 
Согласно Закону Псковской области от 28 февраля 2005 года  деревня Машутино вошла в состав образованного муниципального образования «Марьинская волость».

## Население
| 2001 | 2002 | 2010 | 2011 |
| ---- | ---- | ---- | ---- |
| 12   | →12  | ↘2   | ↗5   |

## Инфраструктура
В 1931–41, 1944–50 годах действовал колхоз  «Машутино». В 1950–58 гг. – деревня стала центром укрупнённого колхоза «Машутино». В 1960–1992 гг. действовала бригада Машутино; сначала колхоза имени 
Ленина (до 1970),  затем  совхоза  «Пламя». Построены были ферма  по  выращиванию молодняка  КРС,  молочнотоварная  ферма. 

## Транспорт
Деревня доступна по просёлочной дороге.